# Necropoli di Peschiera
La Necropoli della Peschiera (detta anche Tomba del dado) è una necropoli etrusca situata a Tuscania in provincia di Viterbo, scoperta nel 1967.

## Descrizione
La necropoli si trova vicino alla Necropoli di Pian di Mola, sul rilievo opposto passato il fosso Maschiolo.
Di interesse, tra i sepolcri di questa necropoli, la cosiddetta tomba del Dado, insolitamente realistica nel replicare una tipica abitazione etrusca appartenuta al ceto medio.